# Antarctic Heritage Trust
L'Antarctic Heritage Trust est une organisation établie pour promouvoir et protéger l'héritage historique et biologique de l'Antarctique. Elle est constituée de deux organisations sœurs, l'Antarctic Heritage Trust (New Zealand) (fondé en 1987) et le UK Antarctic Heritage Trust (fondé en 1993).